# 亀田大毅
亀田 大毅（かめだ だいき、1989年〈昭和64年〉1月6日 - ）は、日本の男子元プロボクサー。大阪府大阪市西成区天下茶屋出身。KWORLD3ボクシングジム会長。元WBA世界フライ級王者。元IBF世界スーパーフライ級王者。世界2階級制覇王者。
既婚。2児の父。亀田三兄弟の次男で、亀田興毅の弟であり、亀田和毅・亀田姫月の兄である。かつては父の亀田史郎がトレーナーを務めていた。

## 人物
- 自称「浪速乃弁慶」（なにわのべんけい）。その由来は「倒れないタフなところ」に憧れたもの。その名に恥じずタフネスを発揮し、KO負け、ダウンを一切経験せずに引退した数少ない日本人世界王者の一人である[2]
- デビュー戦用のポスターには自ら武蔵坊弁慶のイラストを描いた。
- プロライセンスの実技試験には、50人を超える報道陣が集まり、同日にパシフィコ横浜でデビュー戦を行った。
- 主にKO勝ちした場合、試合後リング上で歌いあげるパフォーマンスを行なっている。一番好きな歌はT-BOLANの離したくはない。リンク先も参照。
- 2008年1月27日、都内で車を運転中、追突事故を起こした。その後、この事故に関して大毅は報道陣に「車はぶつけるもんやろ」と発言していたことが分かり、不謹慎であるとして金平桂一郎会長が厳罰を示唆した[3]。
- 競馬ファンであり、自身の思い入れのある競走馬はダイワスカーレットと言う[4]。また、元プロ野球選手で同じく競馬ファンの大道典嘉や騎手の三浦皇成などと親交がある。
- 2014年10月4日、6年間交際していた8歳年上の一般人女性と入籍した[5][6]。
- 2015年11月4日、患っていた左目の網膜剥離のため引退した。手術を3度受けたものの左目の視力は0.1までしか戻っていなかったという[7]。
- 2016年8月25日、第1子が誕生したことをブログで報告[8]。

## 来歴
小学生からボクシングを始め、天下茶屋中学卒業後はアマチュアの試合に出場し13勝（4KO・RSC）2敗。
2004年5月に、史上最年少の15歳3か月で全日本実業団選手権バンタム級優勝。12月全日本社会人選手権準優勝、2005年11月、協栄ボクシングジムに入門。
2005年9月14日、当時WBA世界フライ級王者のロレンソ・パーラ（ベネズエラ）とスパーリングを行った。その際、大毅は体当たりや頭突きなどのラフファイトを展開。これに激怒したパーラは、大毅を一方的に打ちまくり、スパーリングでダウン寸前まで追い込んだ。
2006年1月11日、B級ライセンス（6回戦）のプロテストに合格。
2006年2月26日のプロデビュー戦から10連勝を果たした。
2007年10月11日にWBC世界フライ級王者の内藤大助（日本）に挑戦したが、度重なる反則行為をしたことが響き大差の判定負けとなった。この敗戦が亀田一家としてプロでの初めての黒星となったが、前述の反則行為により1年間のボクサーライセンス停止処分を受けた。そして亀田一家もこれまでのビッグマウスや相手選手を挑発する派手なパフォーマンスなどの言動や行動が仇となり世間から大きなバッシングを浴びることになった。
2008年5月9日付けで亀田興毅と共に協栄ジムとの契約を解除された。2人は東日本ボクシング協会に協会預かり申請をしていたが、6月9日の理事会で要請を却下することを全会一致で決定。その後、亀田ジム設立に伴い兄弟たちと同様にその所属選手となった。
2009年10月6日、WBA世界フライ級王者デンカオセーン・カオウィチット（タイ）に挑戦するも、0-2の判定負けを喫した。
2010年2月7日、WBA世界フライ級王者デンカオセーン・カオウィチットに再び挑戦し、3-0の判定勝ち。日本人初の兄弟王者となった。
2010年9月25日、初防衛戦で元WBA世界フライ級王者坂田健史（日本）と対戦し、3-0の判定勝ちを収めて初防衛に成功した。
2010年12月26日、さいたまスーパーアリーナにて同級14位のシルビオ・オルティアーヌ（ルーマニア）を迎えて2度目の防衛戦を行い、中盤以降に手数が少なくなったものの全体的にはパンチの的確性で上回り、12R判定(2-1)勝ちを収めて2度目の防衛に成功した。
2011年1月6日、2010年12月26日に2度目の防衛に成功したWBA世界フライ級王座を、2011年1月1日付けで返上していたことが所属ジムより発表された。
2011年9月24日、メキシコ・キンタナ・ロー州・コスメルのコスメル・コンベンション・センターでラウル・イダルゴ（メキシコ）とWBAインターナショナルスーパーフライ級王座決定戦を行い、1回2分20秒KO勝ちを収め王座を獲得。
2011年12月7日、大阪府立体育会館でWBA世界スーパーフライ級王者テーパリット・ゴーキャットジム（タイ）と対戦し、0-3（112-116、110-119、113-115）の判定負けを喫し2階級制覇に失敗した。
2012年4月4日、横浜アリーナでポンペッチ・ソー・ソンポン（タイ）と54kg契約10回戦を行い、2回2分53秒KO勝ちを収め再起に成功した。
2012年6月25日、後楽園ホールでジョバンニ・ソト（メキシコ）と55kg契約10回戦を行い、レフェリーストップの4回21秒TKO勝ちを収めた。
2012年8月19日、サンメッセ香川でマイク・タワッチャイ（タイ）と55kg契約10回戦を行い、2回にフックとボディーの左連打からダウンを奪ったが、タワッチャイのクリンチにも苦しみ3-0（100-89、100-89、100-89）の判定勝ちを収めた。
2012年12月4日、大阪府立体育会館でインドネシアフェザー級王者ジェームス・モコギンタ（インドネシア）と55kg契約10回戦を行い、3-0（100-91、100-91、99-91）の判定勝ちを収めた。
2013年3月9日、横浜文化体育館でファウスティーノ・クプル（メキシコ）と54.7kg契約10回戦を行い、6回43秒KO勝ちを収めた。
2013年6月8日、名古屋国際会議場でアーロン・ボバディージャ（メキシコ）とバンタム級契約10回戦を行い、6回12秒TKO勝ちを収めた。
2013年6月10日、同月8日にファン・カルロス・サンチェス・ジュニア（メキシコ）がロベルト・ソーサ（アルゼンチン）との指名試合で計量失格でIBF世界スーパーフライ級王座を剥奪され、試合には勝利したものの王座が空位となったことを受け、IBFから元IBF世界同級王者でIBF世界同級4位のロドリゴ・ゲレロ（メキシコ）とIBF世界スーパーフライ級王座決定戦を行うよう通達を受けた。
2013年9月3日、サンメッセ香川で元IBF世界スーパーフライ級王者でIBF世界スーパーフライ級4位のロドリゴ・ゲレロ（メキシコ）とのIBF世界スーパーフライ級王座決定戦を行い、12回3-0（114-112、116-110、117-109）の判定勝ちを収め2階級制覇を達成した。
2013年12月3日、大阪府立体育会館でWBA世界スーパーフライ級王者のリボリオ・ソリス（ベネズエラ）と王座統一戦を行う予定だったが、ソリスが体重超過でWBA王座を剥奪された為、IBF王座と空位のWBA王座を懸けた一戦として試合は通常に行われ、ソリスが勝てばWBA王座・IBF王座が共に空位となり、亀田が勝てばWBA王座とIBF王座が統一されるという条件下で試合は行われる筈だった。
試合は亀田が1-2の判定負けを喫しWBA王座・IBF王座が共に空位となる筈が、IBFのリンゼイ・タッカーが会見を開き「ソリスが体重超過だったため、ルールにより大毅は負けてもチャンピオンとして残る」と明言し、WBA王座は空位となったものの、IBF王座は亀田が保持するという形になった。
リンゼイ・タッカーが「大毅が勝てば王座統一、ソリスが勝てばWBAもIBFも王座は空位になる」と説明していたにもかかわらず、試合後に「IBFルールでは大毅が負けても王座は防衛」と説明を変更したこと、勝っても負けてもタイトルを保持できるルールを確認したのは計量日の夜。大毅本人も「試合までには確認していた」という亀田ジムの嶋聡マネージャーの説明、日本プロボクシング協会の大橋秀行会長が「日本が4団体に加盟し、今後統一戦は増える。しっかり危機管理をしていきたい」と信頼回復を訴えるなど大混乱を招いた試合は物議を醸す結果となった。
2013年12月13日、IBFの最新ランキングが発表され、亀田大毅はIBF世界スーパーフライ級王者として名を連ねてはいるが、同月3日に王座を防衛したことにはなっていない為、初防衛は果たしていないが王座保持者であるとIBFの判断があったものだと推測される。
2013年12月26日、自身の主演映画「ヒットマン　明日への銃声」（辻裕之監督）の発表披露会見に出席し、映画については「緊張は一つもしなかったけれど、セリフを覚えるのは大変だった。いい映画になったと思う」と語ったが、当初予定されていた取材対応はなく、ボクシングに関して無言を貫いた。
2014年3月19日、IBF世界スーパーフライ級王座の返上を表明した。
2014年6月26日、JBCはランキング委員会を開き、亀田大毅は兄・興毅と共に半年以上試合間隔があき、かつ試合予定も立っていない選手はランキングの削除対象となるという内規に基づき、日本スーパーフライ級ランキングから除外された。
2015年9月6日、1年9か月ぶりの試合をテキサス州コーパスクリスティのアメリカン・バンク・センターにてアンソニー・ディレルVSマルコ・アントニオ・ルビオの前座でビクトル・ルイスとバンタム級8回戦を行い、8回1-2（78-75、74-77、75-76）の判定負けを喫した。
2015年11月4日、左目の網膜剥離のため引退を宣言した。

### 引退後
引退後はバラエティ番組にゲスト出演するなど、テレビ出演することがあった。一方で2017年3月には、弟の和毅の復帰戦に合わせてJBCのセコンドライセンスを取得した。2018年時点では協栄ジムの「特別トレーナー」として、不定期ながらアマチュアの指導も行っていた。
2018年1月1日、AbemaTV『亀田大毅に勝ったらお年玉1000万円』で素人相手ながらエキシビションマッチ5連戦を戦い、4勝1分で1000万円を守り通した。
バラエティ番組などのゲスト出演はあったもの、芸能事務所にも所属していないため、オファーがなければ仕事はない状態が続いていた。ボクシングを引退してからの7年間を「ボクシングはゼロからスタートして、頂点までいけた。僕の場合、引退は突然だった。突然、目が見えなくなって先のビジョンも真っ暗になってしまった。そこから今の今まで燃え尽きていた状態だった」と振り返った。父・史郎からのアドバイスもあり2021年4月にはYouTuberに転身した。9月には興毅が会長を務める「3150ファイトクラブ（現KWORLD3ボクシングジム）」のトレーナー・副会長に就任した。2022年8月26日付でプロモーターに専念する興毅に代わり会長に就任した。並行してABEMAのボクシング解説者としても活動。

## 戦績
- アマチュアボクシング：15戦 13勝 (4KO・RSC) 2敗
- プロボクシング：34戦 29勝 (18KO) 5敗

| 戦           | 日付           | 勝敗 | 時間    | 内容    | 対戦相手                                 | 国籍         | 備考                                            |
| ------------ | -------------- | ---- | ------- | ------- | ---------------------------------------- | ------------ | ----------------------------------------------- |
| 1            | 2006年2月26日  | ☆    | 1R 0:23 | KO      | サマート・シッサイトン                   | タイ         | プロデビュー戦                                  |
| 2            | 2006年4月17日  | ☆    | 6R      | 判定3-0 | サマート・ツインジム                     | タイ         |                                                 |
| 3            | 2006年5月5日   | ☆    | 1R 1:30 | KO      | キティポップ・サンディジム               | タイ         |                                                 |
| 4            | 2006年6月5日   | ☆    | 5R 0:27 | TKO     | ヨッピー・ベヌー                         | インドネシア |                                                 |
| 5            | 2006年8月20日  | ☆    | 1R 1:45 | KO      | ウィド・パエス                           | インドネシア |                                                 |
| 6            | 2006年9月27日  | ☆    | 8R      | 判定2-0 | バレリオ・サンチェス                     | メキシコ     |                                                 |
| 7            | 2006年12月20日 | ☆    | 1R 0:37 | KO      | モハマド・サディック                     | インドネシア |                                                 |
| 8            | 2007年2月24日  | ☆    | 3R 1:18 | KO      | ビッキー・タフミル                       | インドネシア |                                                 |
| 9            | 2007年4月30日  | ☆    | 2R 2:21 | KO      | クリストファー・テポラ                   | フィリピン   |                                                 |
| 10           | 2007年7月28日  | ☆    | 10R     | 判定3-0 | ファーペッチノーイ・クラティンデーンジム | タイ         |                                                 |
| 11           | 2007年10月11日 | ★    | 12R     | 判定0-3 | 内藤大助 (宮田)                          | 日本         | WBC世界フライ級タイトルマッチ                   |
| 12           | 2008年11月6日  | ☆    | 5R 1:47 | KO      | アンヘル・レサゴ                         | メキシコ     |                                                 |
| 13           | 2008年12月8日  | ☆    | 3R 1:32 | KO      | イサック・ブストス                       | メキシコ     |                                                 |
| 14           | 2009年3月4日   | ☆    | 6R 0:27 | KO      | ワンディー・シンワンチャー               | タイ         |                                                 |
| 15           | 2009年5月13日  | ☆    | 10R     | 判定3-0 | ブンブン東栄 (一力)                      | フィリピン   |                                                 |
| 16           | 2009年8月30日  | ☆    | 4R 0:30 | KO      | ホセ・アルベルト・クアドロス             | メキシコ     |                                                 |
| 17           | 2009年10月6日  | ★    | 12R     | 判定0-2 | デンカオセーン・カオウィチット           | タイ         | WBA世界フライ級タイトルマッチ                   |
| 18           | 2010年2月7日   | ☆    | 12R     | 判定3-0 | デンカオセーン・カオウィチット           | タイ         | WBA世界フライ級タイトルマッチ                   |
| 19           | 2010年7月25日  | ☆    | 10R     | 判定3-0 | ロセンド・ベガ                           | メキシコ     |                                                 |
| 20           | 2010年9月25日  | ☆    | 12R     | 判定3-0 | 坂田健史 (協栄)                          | 日本         | WBA防衛1                                        |
| 21           | 2010年12月26日 | ☆    | 12R     | 判定2-1 | シルビオ・オルティアーヌ                 | ルーマニア   | WBA防衛2                                        |
| 22           | 2011年4月2日   | ☆    | 5R 0:37 | KO      | ヘスス・マルチネス                       | メキシコ     |                                                 |
| 23           | 2011年7月8日   | ☆    | 2R 1:42 | KO      | チャッチャイ･モンソンジム                | タイ         |                                                 |
| 24           | 2011年9月24日  | ☆    | 1R 2:20 | KO      | ラウル・イダルゴ                         | メキシコ     | WBAインターナショナルスーパーフライ級王座決定戦 |
| 25           | 2011年12月7日  | ★    | 12R     | 判定0-3 | テーパリット・ゴーキャットジム           | タイ         | WBA世界スーパーフライ級タイトルマッチ           |
| 26           | 2012年4月4日   | ☆    | 2R 2:53 | KO      | ポンペッチ・ソー・ソンポン               | タイ         |                                                 |
| 27           | 2012年6月25日  | ☆    | 4R 0:21 | TKO     | ジョバンニ・ソト                         | メキシコ     |                                                 |
| 28           | 2012年8月19日  | ☆    | 10R     | 判定3-0 | マイク・タワッチャイ                     | タイ         |                                                 |
| 29           | 2012年12月4日  | ☆    | 10R     | 判定3-0 | ジェームス・モコギンタ                   | インドネシア |                                                 |
| 30           | 2013年3月9日   | ☆    | 6R 0:43 | KO      | ファウスティーノ・クプル                 | メキシコ     |                                                 |
| 31           | 2013年6月8日   | ☆    | 6R 0:12 | TKO     | アーロン・ボバディーヤ                   | メキシコ     |                                                 |
| 32           | 2013年9月3日   | ☆    | 12R     | 判定3-0 | ロドリゴ・ゲレロ                         | メキシコ     | IBF世界スーパーフライ級王座決定戦               |
| 33           | 2013年12月3日  | ★    | 12R     | 判定1-2 | リボリオ・ソリス                         | ベネズエラ   | WBA・IBF世界スーパーフライ級王座統一戦          |
| 34           | 2015年9月6日   | ★    | 8R      | 判定1-2 | ビクトル・ルイス                         | メキシコ     |                                                 |
| テンプレート |                |      |         |         |                                          |              |                                                 |

2006年2月26日、対サマート・シッサイトン（タイ）1R23秒KO勝利
試合開始10秒、左フックによるKO勝利。対戦前に宣言していた「兄の興毅が記録した“1ラウンド44秒のKO勝利”を抜く」を実行した。
サマートは日本ボクシングコミッションから2006年度の招聘禁止選手（来日成績が未勝利かつ、KO負けや無気力試合の末の大差判定負けが続いている選手──主にタイ人が指定される）であったが、指定された後の2005年12月にタイ国で1勝を挙げ、同国コミッションより「B級（6回戦）の試合の出場が適う」と推薦を得た上で日本での試合出場が認められていた（「ボクシング・マガジン」2006年4月号より）。
2006年4月17日、対サマート・ツインジム（タイ）6R判定勝利(3-0)
連続KO日本記録更新を狙うと豪語していたが、早くも記録はストップ。
2006年5月5日、対キティポップ・サンディジム（タイ）1R1分30秒KO勝利
2006年6月5日、対ヨッピー・ベヌー（インドネシア）5R27秒TKO勝利
2006年8月20日、対ウィド・パエス（インドネシア）1R1分45秒KO勝利
パエスは当時インドネシアマイナー団体の現役王者。
2006年9月27日、対バレリオ・サンチェス（メキシコ、当時WBC世界スーパーフライ級21位）8R判定勝利(2-0)
サンチェスは当時36歳、34戦17勝。試合はWBAのメンドーサ会長・役員も観戦していた。
試合後、判定内容を批判した観客と、別の観客および亀田史郎らとの間で揉み合いが発生した。
2006年12月20日、対モハマド・サディック（インドネシア、当時インドネシアライトフライ級4位）1R37秒KO勝利
サディックは当時33歳、プロボクシング戦績データベースBoxRecで確認しうる公式試合記録は7戦0勝6敗1引き分け）
2007年2月24日、対ビッキー・タフミル（インドネシア、当時WBAライトフライ級4位）3R1分18秒KO勝利
この試合の後に発表されたWBAランキングでタフミルはランキング圏外に陥落（WBAの公式見解によると、陥落の理由は「ノーランカーの亀田大毅に敗れたため」）。大毅は事務処理の手違いでランキング入りしなかったが、所属の協栄ジムからの指摘・抗議を経て翌月発表のランキングで世界10位に認定された。
2007年4月30日、対クリストファー・テポラ（フィリピン、当時フィリピンスーパーフライ級12位）2R2分21秒KO勝利
テポラは当時23歳、22戦9勝4KO8敗5分。
2007年7月28日、対ファーペッチノーイ・クラティンデーンジム（タイ、当時WBCフライ級17位）10R判定勝利(3-0)

2007年10月11日、対内藤大助（日本・宮田ジム、当時WBC世界フライ級王者）12R判定負け(0-3)
WBC世界フライ級タイトルマッチ。大毅は日本人最年少での世界タイトル挑戦となった。
内藤は当時33歳、35戦31勝20KO2敗2分。まず、対戦前の調印式において切腹発言をしたことが話題になった。特に12Rの投げ技（数度クリンチしたまま縺れ合うように崩した他、内藤の下半身にクリンチした体勢から内藤の足が床から離れるように持ち上げ、レフェリーの静止を無視し投げた。）には非難が集まった。
10月15日、日本ボクシングコミッションより1年間のライセンス停止処分が下された。また、10月17日の夕方、大毅は亀田史郎トレーナー、金平桂一郎協栄ジム会長とともに日本ボクシングコミッションを訪れ、前述の反則行為について謝罪会見を開いた。大毅はトレードマークの金髪を剃り、坊主頭で記者会見に臨んだが、終始うつむいたまま何も語らず、わずか2分強で会見場を後にした。
2008年11月6日、対アンヘル・レサゴ（メキシコ）5R1分47秒KO勝利
レサゴは25戦16勝(9KO)7敗2分。
約1年1か月ぶりの復帰戦をKO勝利で飾る。
2008年12月8日、対イサック・ブストス（メキシコ、元WBC世界ミニマム級王者）3R1分32秒KO勝利
ブストスの対戦前の戦績は36戦25勝(13KO)8敗3分。
2009年3月4日、対ワンディー・シンワンチャー（タイ、元WBC世界ミニマム級王者、元WBC世界ライトフライ級暫定王者）6R27秒KO勝利
ワンディーの対戦前の戦績は67戦56勝(12KO)10敗1分。
2009年5月13日、対ブンブン東栄（フィリピン・一力ジム、元WBCインターナショナルミニマム級王者）10R判定勝利(3-0)
ブンブン東栄（ガブリエル・プマール）の対戦前の戦績は14戦11勝(6KO)2敗1分。
2009年8月30日、対ホセ・アルベルト・クアドロス（メキシコ）4R0分30秒KO勝利
世界前哨戦として53.0kg契約10回戦。
2009年10月6日、対デンカオセーン・カオウィチット（タイ） 12R判定負け(0-2)
WBA世界フライ級タイトルマッチ。
試合は序盤にデンカオセーンの執拗なボディブローに苦しみ、中盤あたりから自ら打って出るものの決定打に欠き、0-2の判定負けで王座を奪うことは出来なかった。
2010年2月7日、対デンカオセーン・カオウィチット（タイ） 12R判定勝利(3-0)
WBA世界フライ級タイトルマッチ。
デンカオセーンが2度のホールディングによる反則を取られたこともあり、3-0の判定で勝利する。
2010年9月25日、対坂田健史（日本・協栄ジム、元WBA世界フライ級王者） 12R判定勝利(3-0)
WBA世界フライ級タイトルマッチ。
3-0の判定で勝利。初防衛に成功。
2010年12月26日、対シルビオ・オルティアーヌ（ルーマニア） 12R判定勝利(2-1)
WBA世界フライ級タイトルマッチ。
2-1の判定で勝利。2度目の防衛に成功。
2011年12月7日、対テーパリット・ゴーキャットジム（タイ） 12R判定負け(0-3)
WBA世界スーパーフライ級タイトルマッチ。
0-3の判定負けにより、2階級制覇は実現しなかった。
2012年4月4日、対ポンペッチ・ソー・ソンポン（タイ）2R2分53秒KO勝利
世界前哨戦として54kg契約10回戦。
2階級制覇失敗後4か月ぶりとなる試合をKO勝利で飾り再起に成功。
2012年6月25日、対ジョバンニ・ソト（メキシコ）4R0分21秒TKO勝利
世界前哨戦として55kg契約10回戦。
2012年8月19日、対マイク・タワッチャイ（タイ）10R判定勝利(3-0)
世界前哨戦として55kg契約10回戦。
2012年12月4日、対ジェームス・モコギンタ（インドネシア、インドネシアフェザー級王者）10R判定勝利(3-0)
世界前哨戦として55kg契約10回戦。
2013年3月9日、対ファウスティーノ・クプル（メキシコ）6R0分43秒KO勝利
世界前哨戦として54.7kg契約10回戦。
2013年6月8日、対アーロン・ボバディーヤ（メキシコ、IBF世界バンタム級ユース王者）6R0分12秒TKO勝利
世界前哨戦としてバンタム級契約10回戦。
世界前哨戦6連勝を飾る。
2013年9月3日、対ロドリゴ・ゲレロ（メキシコ、元IBF世界スーパーフライ級王者） 12R判定勝利(3-0)
IBF世界スーパーフライ級王座決定戦。
3-0の判定勝ちで2階級制覇を達成した。
2013年12月3日、対リボリオ・ソリス（ベネズエラ、WBA世界スーパーフライ級王者） 12R判定負け(1-2)
WBA・IBF世界スーパーフライ級王座統一戦。
ソリスが前日計量で計量失格となりWBA王座は空位となっていた為、空位のWBA王座と自身の持つIBF王座を懸けた一戦となった。勝てば王座統一、敗れればIBF王座も空位となるという条件下での試合。結果は1-2で敗れたため、当初はIBF王座は空位になったものの、IBF側の発表により、亀田大毅がIBF王座を保持することが認められた。これについては通常はありえない措置であり、物議を醸している。
ただし、この試合では計量失格となったソリスがその後も体重を増やし続けた状態で試合を行うなど、運営側にも問題があった。
2015年9月6日、対ビクトル・ルイス（メキシコ） 8R判定負け(1-2)
ソリス戦から1年9か月ぶりとなる再起戦。試合後、「あのくらいの相手なら、デビュー時にやっても勝っている。弱くなった。不思議だけど全然悔しくない。2回も世界チャンピオンになっているが、今まで（自分に）負けた選手に申し訳ない。」と発言した。

## 獲得タイトル
- WBA世界フライ級王座（防衛2=返上）
- WBAインターナショナルスーパーフライ級王座
- IBF世界スーパーフライ級王座（防衛0=返上）

## 税金・申告漏れ
2009年10月、兄・興毅と揃って東京国税局の税務調査を受け、2007年までの3年間の個人所得について、1億円の申告漏れが発覚した。過少申告加算税なども含めた追徴税額は数千万円にのぼる。

IBF加盟後初の世界戦における紛糾
2013年9月3日午前10時に当日計量を行うことがJBCに周知されていた。ところが、「亀田大毅陣営もロドリゴ・ゲレロ陣営も2時間前倒しして午前8時に行う意思があった」とIBFが確認、JBCに「午前10時におこなう予定だった当日軽量は午前8時に行うことに変更になった」と通知せず、IBFスーパーバイザー立会いの下、JBC不在の中で両陣営関係者の見守る中で亀田大毅とロドリゴ・ゲレロの当日計量を挙行。「選手の要望があれば２時間早く行う通例がある。当日計量はIBFのルールで、ローカルコミッションが立ち会わないのは普通のこと。連絡をしなかったのはこちらのミスだ」とのIBF会長の弁明に対し、当日計量に立ち会えなかったことに不快感を示していたJBCは「IBFは厳格と聞いていたのでその心づもりで居た。今回が初のIBF王座の世界戦で知るところもあった。今後に生かしたい。」と理解を示した。試合で使用するグローブに関してもゲレロ陣営が「それぞれが選べる」との文言が記載された契約書に、亀田ジムの吉井慎次会長がサインしたと正当性を主張し持参したカナダ製のグローブの使用を要求したのに対し、亀田陣営は「既に両陣営とIBF、JBCが日本製使用で同意した。」と訴え、最後はJBCが両陣営での調整を委ね、日本製のグローブを使用することで決着した。
尚、この試合の裏で、使用するグローブを巡って、JBC職員が興毅・和毅など亀田陣営から恫喝や暴行されたと主張したが、裁判においてJBC職員が虚偽の主張をしたと認定されている。（詳細は亀田三兄弟#JBC職員による虚偽の告発参照）

## 負けても王座保持問題
2013年12月2日に行われたWBA・IBF世界スーパーフライ級王座統一戦で、IBF世界スーパーフライ級王者亀田大毅が敗北したにも関わらず、事前説明とは異なり失冠せずに王座を保持し続けた。
対戦相手のリボリオ・ソリスが1.4kg計量オーバーし再計量も拒否した為というのがその理由。
この問題について、2014年2月4日にJBCは倫理委員会と資格審査委員会を開催し、亀田陣営を処分することを決定、翌5日に吉井慎次会長の持つクラブオーナーライセンスと嶋聡マネージャーのマネージャーライセンスの更新を認めない方針を固めた。3月7日にJBCは記者会見を開き、吉井慎次会長の持つクラブオーナーライセンスと嶋聡マネージャーのマネージャーライセンスの更新を認めないと発表した。吉井と嶋は2013年12月31日にライセンスの更新を行っていない為にライセンスが失効中で、JBCの慣例では遅れての更新も認められるのだが、吉井のクラブオーナーライセンスの更新が認められず、嶋のマネージャーライセンスの更新も認められない為、事実上の資格剥奪処分となった。この処分で亀田ジムは活動停止となり、興行を開催できないだけでなく、選手のライセンスはジムを通してしか申請出来ない為、亀田興毅、大毅、和毅が保持するボクサーライセンスも実質的に失効となり、事実上の追放処分となった。
2014年3月19日、IBF世界スーパーフライ級王座の返上を表明した。

## 著書
- 亀田大毅 『亀田大毅のゼロから出直しやっ！』 講談社、2008年11月5日 ISBN 978-4062151368

## メディア出演

### テレビ
- 関口宏の東京フレンドパークII（TBS、2010年2月4日） ※3兄弟で出演
- ウチくる!?（フジテレビ、2010年3月28日、4月4日）
- クイズ!ヘキサゴンII（フジテレビ、2010年4月14日）
- AKBINGO!（日本テレビ、2010年6月2日 - 16日）
- run for money 逃走中（フジテレビ、2010年8月28日）
- もしものシミュレーションバラエティー お試しかっ!（テレビ朝日系、2010年11月22日）
- しくじり先生 俺みたいになるな!!3時間スペシャル(テレビ朝日、2016年3月14日)
- ダウンタウンのガキの使いやあらへんで!! （日本テレビ、2017年2月26日）「サンシャイン池崎選手権」

### ラジオ
- アリス・イン・ワンダーランド公開記念 亀田兄弟のオールナイトニッポン（ニッポン放送、2010年4月2日）

### 映画
- ヒットマン 明日への銃声（オールインエンタテインメント、2013年12月26日公開、企画総指揮・原案: 岡崎二朗） - 梅宮東(浅草のテキ屋) 役[58]
- 劇場版 新・ミナミの帝王 THE KING OF MINAMI（2017年1月14日）友情出演
- 9 〜ナイン〜（2018年2月17日、MIRAI） - 金崎幸太郎 役[59]
- セカイイチオイシイ水〜マロンパティの涙（2019年9月21日）- ボランティア 役

### Vシネマ
- 高校愚連隊（2017年）全2作 - 鮫島

### ネット配信
- 亀田大毅に勝ったらお年玉1000万円（AbemaTV、2018年1月1日）
- GACKTプロデュース！POKER×POKER〜業界タイマントーナメント（2018年6月♯1 - 2、AbemaTV）

## 音楽
| 発売日        | タイトル                            | 備考                                                                       |
| ------------- | ----------------------------------- | -------------------------------------------------------------------------- |
| 2013年7月10日 | LIGHT UP NIPPON～空に花、大地に花～ | チャリティシングル。25名の著名人の1人として参加                            |
| 2022年7月27日 | みんなへ                            | 配信限定シングル。作詞・作曲：亀田大毅、編曲：田中マッシュ。BENKEI Records |